# Schinopsis quebracho-colorado
Espèce
Classification phylogénétique
Statut de conservation UICN

 LC  : Préoccupation mineure
Schinopsis quebracho-colorado, le quebracho colorado du Chaco est un arbre de la famille des Anacardiaceae. Il est natif d'Amérique du Sud, très apprécié pour son bois, utilisé en ébénisterie, et pour sa très forte teneur en tannins. Il pousse dans la région orientale du Chaco notamment dans la province argentine de Santiago del Estero et s'étend plus au sud et à l'ouest que son cousin Aspidosperma quebracho-blanco, le quebracho blanc. À la suite d'une surexploitation au XXe siècle, sa prévalence s'est réduite de façon alarmante.
Son bois est fin et uniforme, de couleur rosée et de grain irrégulier. Il est très dur et virtuellement imputrescible. En raison des difficultés pour le travailler et pour en trouver  actuellement, on l'emploie très occasionnellement en construction. Sa haute teneur en tannins le destine plutôt à l'industrie.

## Synonyme
- Schinopsis lorentzii (Griseb.) Engl.